# 中國中獸
中國中獸屬（意為「中國的爪」）是一類像狼的中爪獸科哺乳動物，生存於5600萬年前古新世晚期的中國。牠們是中爪獸科的早期原始形態。中國中獸是由密西根大學的菲利浦·金格里奇（Philip Gingerich）在中國安徽發現。
中國中獸約有5呎長，頭部較長及大，腳短，趾上有細小的蹄。牠有持久力及強壯，能獵食行動緩慢的獵物及沿海岸吃腐肉。牠共有44顆牙齒，是原始哺乳動物的齒數，且與現今哺乳動物異型齒不同。其臼齒是非常窄的切齒，但有多個齒冠。大的頭顱骨有特長的枕骨及大的矢狀嵴，但腦部細小。大的矢狀嵴可以連接強壯的下頜骨肌肉，顯示牠有咬勁。

## 與鯨魚相同之處
科學家一直認為中國中獸就是鯨目的直系祖先，但古鯨亞科的發現及DNA與分子研究都顯示鯨目是較接近河馬及其他偶蹄目。
中國中獸特長的鼻端及牙齒形狀在中爪獸目中是非典型的，而是較接近鯨目，在原始的鯨魚中都有這類特徵。特長的鼻端往往都是用來獵食魚類，可見中國中獸正發長出後來鯨魚般生活模式的適應性。三角形的牙齒上有明顯的齒冠，而每邊的齒冠都是相同大小的，這點亦很像鯨目。其他相似的地方包括沒有鎖骨及專門的上肢骨、特大的頸靜脈孔及較短的頭蓋骨基部。另外，中爪獸目是唯一肉食性的有蹄動物，雖然鯨目有濾食性動物，但沒有鯨目是植食性的。再者，原始胎盤動物有軟骨的鼓泡，並有薄及環形的鼓骨來支撐鼓膜，但中國中獸的整個鼓泡像鯨魚般已經僵化。較厚的報泡及較密的鼓骨可以更有效的抵抗壓力，阻隔聲音至頭顱骨的其他部份，並能提高聲音的頻率。